# 蒙提祖馬 (印第安納州)
蒙提祖馬（英語：Montezuma）是一個位於美國印地安納州帕克縣的城鎮。

## 人口
根據2010年美國人口普查的數據，蒙提祖馬的面積為1.57平方千米，當中陸地面積為1.57平方千米，而水域面積為0.00平方千米。當地共有人口1,022人，而人口密度為每平方千米651人。